# شوقي طنطاوي
شوقي طنطاوي (13 مايو 1953 - 18 يوليو 2019) ممثل مصري، وأحد أعضاء فرقة محمد صبحي المسرحية والذي اشترك في جميع أعمال محمد صبحي من 1995 وحتى وفاته في 2019؛ حيث قدّم طنطاوي بجانبه 25 عملًا تمثيلًا، اتسمت بالطابع الكوميدي، كما قام بتأليف وإخراج عدة أعمال أخرى.

## أعمال

### تمثيل
| مسرحية خيبتنا 2018 - غزل البنات 2017 - رجل غني فقير جدا 2007 - عايش في الغيبوبة 2006 - أنا وهؤلاء 2005 مقبل - ملح الأرض 2004 - فارس بلا جواد 2002 عبد الهادي زوج عمة حافظ | - سكة السلامة 2000 2000 سائق الفنطاس - كارمن 2000 - لعبة الست 2000 - شملول 1999 - ماما أمريكا 1998 موظف الشهر العقاري - القنفد 1997 | - عائلة ونيس 1995 - يوميات ونيس (ج1- ج8 - 9) 1994 وحتي 2012 إلى 2019 -مطاوع - على بلاطة 1993 - وجهة نظر 1989 شريف يحيى (صحفي) - المهزوز 1985 - هاملت 1978 - مرسليس |

## إخراج
- يوميات ونيس الجزء السابع 2010 مخرج مساعد
- عايش في الغيبوبة 2006 مخرج مساعد
- فارس بلا جواد 2002 مخرج مساعد
- أعزائي المشاهدين.. مفيش مشكلة خالص 2015 مخرج مساعد